# Bédarrides
Bédarrides é uma comuna francesa na região administrativa da Provença-Alpes-Costa Azul, no departamento de Vaucluse. Estende-se por uma área de 24,79 km². Em 2010 a comuna tinha 5 319 habitantes (densidade: 214,6 hab./km²).
Era conhecida como Vindálio (em latim: Vindalium) durante o período romano.